# Stanislav Bazala
Stanislav Bazala (* 22. června 1940) byl slovenský a československý politik a bezpartijní poslanec Sněmovny národů Federálního shromáždění za normalizace.

## Biografie
K roku 1971 se profesně uvádí jako agronom. Ve volbách roku 1971 zasedl do slovenské části Sněmovny národů (volební obvod č. 100 - Partizánske, Západoslovenský kraj). Ve FS setrval do konce funkčního období, tedy do voleb roku 1976.